# Coraline Ada Ehmke
Coraline Ada Ehmke là nhà phát triển phần mềm và người ủng hộ nguồn mở  có trụ sở tại Chicago, Illinois. Ehmke bắt đầu sự nghiệp với tư cách là một nhà phát triển web vào năm 1994 và đã làm việc trong nhiều ngành công nghiệp, bao gồm kỹ thuật, tư vấn, giáo dục, quảng cáo, chăm sóc sức khỏe và cơ sở hạ tầng phát triển phần mềm. Cô được biết đến với công việc của mình cho ngôn ngữ lập trình Ruby và năm 2016 đã giành được giải thưởng Ruby Hero tại RailsConf, một hội nghị dành cho các nhà phát triển Ruby on Rails. Cô cũng được biết đến với công việc và hoạt động công bằng xã hội, tạo ra Giao ước cộng tác viên và thúc đẩy việc áp dụng rộng rãi các quy tắc ứng xử cho các dự án và cộng đồng mã nguồn mở.